# Alekszandra Petrovna Romanova orosz nagyhercegné
Alekszandra Petrovna orosz nagyhercegné, született Alexandra oldenburgi hercegnő (németül: Prinzessin Alexandra von Oldenburg, oroszul: Великая княгиня Александра Петровна Романова, teljes nevén Alexandra Friederike Wilhelmine; Szentpétervár, 1838. május 21./június 2. – Kijev, 1900. április 12./25.) oldenburgi hercegnő, házassága révén orosz nagyhercegné, „Anasztaszija nővér” néven apáca.

## Élete

### Gyermekkora
Alexandra hercegnő Péter oldenburgi herceg és Terézia nassau–weilburgi hercegnő legidősebb gyermekeként született egy nyolcgyermekes családba. Édesapja egyikge volt I. Pál cár unokáinak édesanyja, Jekatyerina Pavlovna nagyhercegnő révén. Péter herceg fiatalon került Oroszországba, ahol az Orosz Cári Hadsereg kötelékeibe lépett, de emellett tudósként is tevékenykedett.
A hercegnő Oroszországban nőtt fel, elsősorban a család peterhofi kastélyában. Boldog gyermekkorban volt része, melyben jelentős szerepet töltöttek be az orosz cári család tagjai is. Szülei kitűnő nevelést biztosítottak Alexandra hercegnőnek, akiről már hamar kiderült, hogy ugyan tehetséges művész, ám mégis inkább az orvoslás és a jótékonykodás foglalkoztatja.

### Házassága és gyermekei

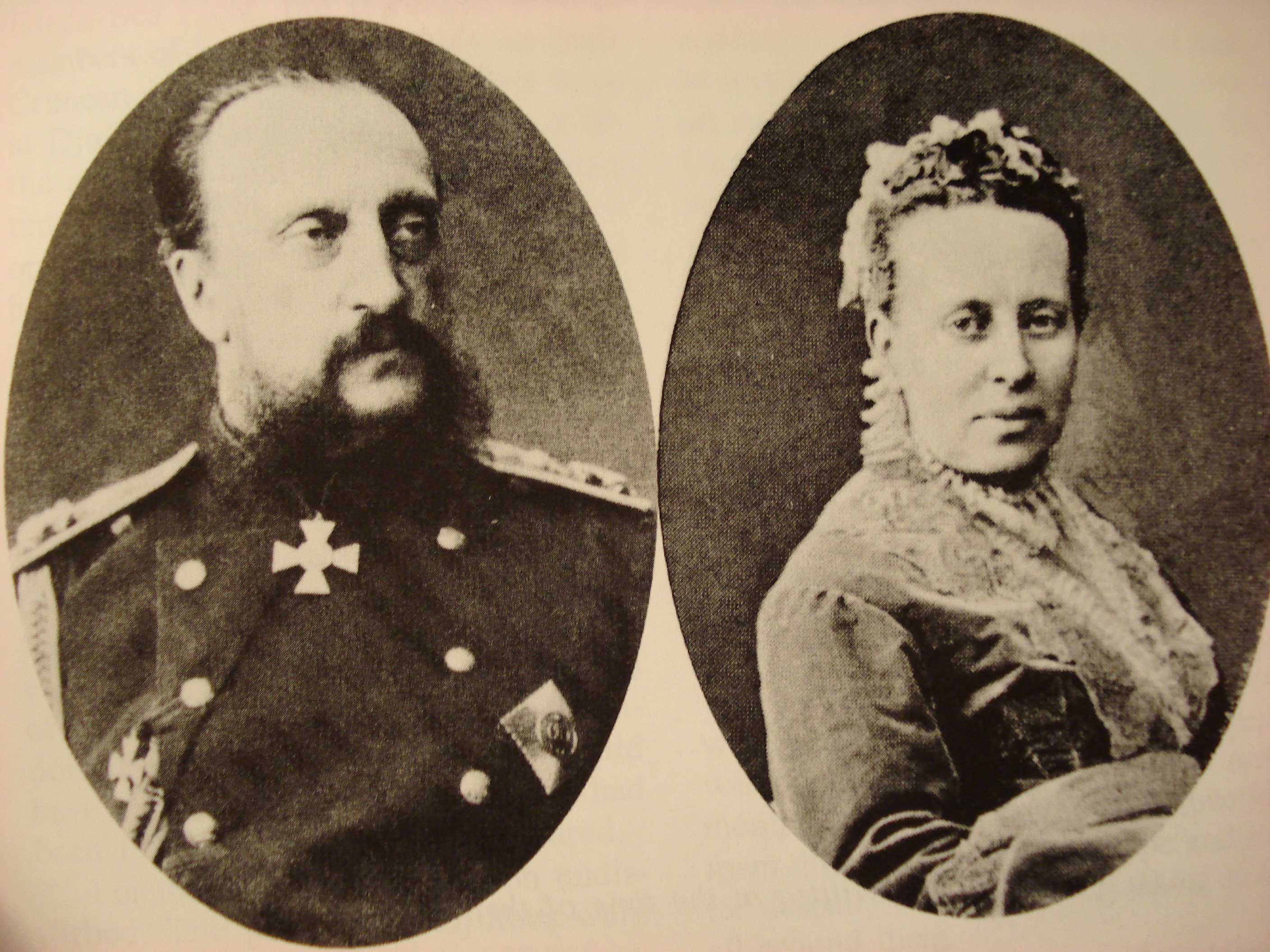
Alekszandra Petrovna nagyhercegné és Nyikolaj Nyikolajevics nagyherceg

Jövőjét szülei rendezték el, mikor 1855-ben odaígérték kezét I. Miklós cár fiának, „idősebb” Nyikolaj Nyikolajevics orosz nagyhercegnek. A lutheránus hitű Alexandra hercegnőnek a cári család elvárásainak megfelelően fel kellett vennie az ortodox kereszténységet, ahol az „Alekszandra Petrovna” nevet kapta. Nyikolaj Nyikolajevics és Alekszandra Petrovna menyegzőjét 1856. február 6-án tartották a Téli Palotában. A házaspárnak két gyermeke született:
- „ifjabb” Nyikolaj Nyikolajevics nagyherceg (1856–1929), az első világháború alatt a hadsereg főparancsnoka
- Pjotr Nyikolajevics nagyherceg (1864–1931), a hadsereg tisztje.

Házasságuk első évei alatt a Téli Palotában éltek arra várva, hogy elkészüljön Nyikolaj nagyherceg új otthona, a Nyikolajevszkij-palota. A család 1861-ben költözött át a frissen épült palotába; második gyermekük is itt jött világra. Nyikolaj Nyikolajevics és Alekszandra Petrovna kapcsolata azonban hamar megromlott. Alekszandra nagyhercegnének „nem volt ideje az udvari életre, és férje legnagyobb felháborodására nem érdekelték a finom ruhák”. A nagyhercegné minden idejét az orvoslásnak akarta szentelni, és férje, aki eleinte a kedvében akart járni, egy kórházat bocsátott a rendelkezésére. A nagyhercegné minden nap meglátogatta az intézményt, és az is megesett, hogy személyesen ápolta a betegeket. Sógornéi és barátnői, Marija Alekszandrovna trónörökös nagyhercegné és Alekszandra Joszifovna nagyhercegné támogatták és segítették munkáját; az Alekszandra Petrovna ő pártfogásukkal nyitott meg Szentpétervárott egy nővérképző intézetet.

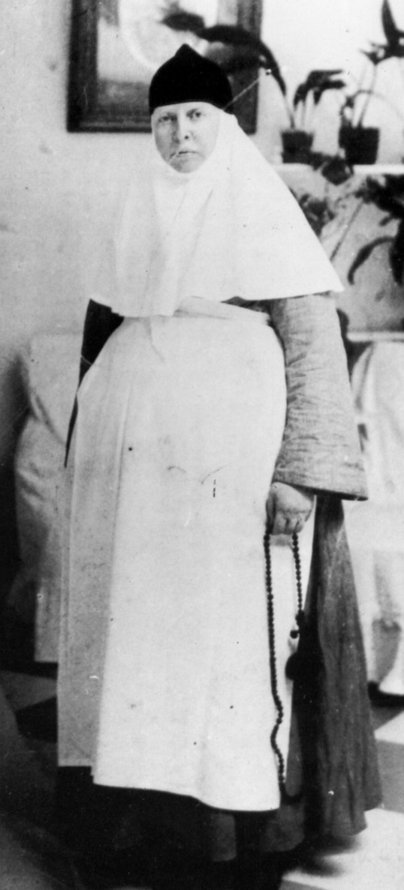
Alekszandra nagyhercegné Anasztaszija nővérként

Nyikolaj nagyherceg és felesége kapcsolata az 1860-as évek végére teljesen tönkrement. Nyikolaj Nyikolajevics egy Jekatyerina Pavlovna Csiszlova nevű balerinával élte a napjait, akitől öt törvénytelen gyermeke is született. Alekszandra Petrovna menekülni kezdett a cári udvarból, egyre több idejét szentelve a kórháznak. Férje a válást sürgette, azonban a mélyen vallásos nagyhercegné ezt nem tartotta elfogadhatónak, így nem egyezett bele. Két fiuk, Nyikolaj és Pjotr nagyhercegek végig kiálltak édesanyjuk mellett. A nagyhercegné élete végéig jó viszonyt ápolt velük, odaadó nagyanyja lett unokáinak.

### Az apácarend
Az 1870-es években Alekszandra nagyhercegné egyre gyakrabban tartózkodott Kijevben, ahol idejét jótékonykodással töltötte. Férje véglegesen szeretője mellett határozott, mikor Csiszlova és törvénytelen utódai is kisnemesi rangra emelkedett. A nagyhercegné ugyan tiltakozott emiatt II. Sándor cárnál, tulajdon sógoránál, ám az uralkodó maga is házasságtörő viszonyt folytatott egy nemesi leánnyal, és szemet hunyt öccse félrelépése felett. 1880-ban Alekszandra Petrovna végül Kijevbe költözött, ahol kolostort alapított, bár ő maga a Mariinszkij-palotában lakott, mivel nem volt nővér. Férje a válás visszautasítása után abban reménykedett, hogy Alekszandra Petrovna előbb hal meg, mint Csiszlova, csakhogy a szerető 1889-ben elhunyt. A nagyherceg teljesen összetört, és két éven belül ő is eltávozott az élők sorából. Özvegye megtagadta, hogy részt vegyen a temetésén.
Alekszandra Petrovna nagyhercegné még férje életében, 1889. november 3-án letette a fogadalmat, és apáca lett. Ettől kezdve mint „Anasztaszija nővér” élt a saját maga által alapított kolostorban. Kolostorát saját kórházzal, klinikával szerelte fel; a rászorulóknak ingyenes ellátást biztosított. Jelen volt menye, Milica Nyikolajevna nagyhercegné gyermekágyánál, mikor a nagyhercegné egy ikerpárnak adott életet. A két leány közül az egyik nem sokkal világra jöttét követően elhunyt. A nagyhercegné magával vitte unokája maradványait, és kijevi kolostorában temette el őket.
Alekszandra Petrovna gyomorrákban halt meg 1900. április 25-én a kijevi Pecserszkij kolostorban. A cári család hagyományaival ellentétben itt helyezték örök nyugalomra. Az általa alapított zárda mára újra működik, folytatva a nagyhercegné munkásságát.